# Зубарев, Виктор Михайлович
Виктор Михайлович Зу́барев (3 июля 1936, Москва - 21 июня 2013, Москва) — советский и российский художник-монументалист, шестидесятник, представитель сурового стиля. Заслуженный художник Российской Федерации, многие годы входил в состав художественного совета монументальной секции Московского Союза художников (МСХ). Автор произведений монументально-декоративного искусства (роспись, фреска, мозаика, рельеф) для общественных зданий в Москве и других городах России.

## Биография
С самого раннего детства будущий художник увлекался изобразительным искусством. Во время обучения в общеобразовательной школе он занимался в изостудии в московском Доме пионеров на улице Красная Пресня. Затем поступил в художественную школу и одновременно занимался в ней, общеобразовательной школе и изостудии. После 8 класса общеобразовательной школы Зубарев поступил  на факультет монументально-декоративной живописи Московской государственной художественно-промышленной академии имени С. Г. Строганова (МГХПА им. С. Г. Строганова) (мастерская Г.И. Опрышко). На своем потоке он был самым молодым студентом, тк многие его однокурсники уже успели отслужить в армии. Обучаясь в академии, Зубарев не мог быть в стороне от  событий в стране. В то время в СССР началось строительство Братской ГЭС. Поэтому в качестве трудовой практики молодой художник вызвался поехать добровольцем на строительство. Он работал на стройке ГЭС, писал портреты рабочих, этапы строительства и пейзажи озера Байкал. На основе эскизов и набросков сделанных в то время, он впоследствии создал свои живописные циклы «Братская ГЭС» и «Байкал». В 1959 году художник окончил  МГХПА.
В близкий круг общения художника входили И. Л. Лубенников, Л. Тюленев, Е. М. Аблин, К.В. Миронов, М. Дубцов, Б. Помянский, И. Николаев, Е. Казарян, А. Артемьев и О. Осин. Сам художник не признавал чужое влияние на свою живопись. Он всегда искал свой путь в искусстве, но в то же время ему был близок «суровый» стиль шестидесятников.
С 1960 по 1985 год он полностью посвятил себя живописи и монументальной работе. Именно в это время он создает свой «романтический» цикл живописи. В своих живописных работах того времени художник  в основном использует такие материалы как темперная краска. С 1968 года Зубарев - член Союза Художников СССР (Московский Союз художников, МСХ). С 1978 года - участник выставок. В 1976 году художник получает диплом за создание монументально-декоративных росписей «Пейзаж», а в 1982 году диплом МСХ за лучшие работы года. Также в этот период жизни он создает свою мозаику «Дети — цветы жизни» которая была оценена дипломом Московской городской организации художественного фонда РСФСР. После 1985 года, в связи с распадом СССР и кризисом в стране, Зубарев вынужден был заниматься только живописной работой. 
С 1993 по 2000 год художник жил на даче в городе Боровске Калужской области. Он работал на своем участке и в доме и как строитель, и как реставратор, и как крестьянин. Зубарев и на даче продолжал думать о монументальном искусстве. Он создавал инсталляции и свой «Боровский» цикл живописных работ. В 1997 году художник принимает участие в юбилейной выставке к 850-летию Москвы в Выставочном зале Центрального Дома Художников (ЦДХ). Затем в 1997 году участвует в групповой выставке "Иллюзии и реальность" в Выставочном зале Центрального Дома Художников (ЦДХ). Указом Президента Российской Федерации от 12.04.2000 года №672 В. М. Зубареву присвоено звание Заслуженного художника Российской Федерации.
С 2000 по 2002 год художник создает «Владимирский» цикл на основе этюдов 1952-1953 годов сделанных во время проживания в городе Владимире и «городской» цикл о Москве 50-60х годов. В 2000 году участвует во Всероссийской художественной выставке к 2000-летию Рождества Христова в Выставочном зале Центрального Дома Художников (ЦДХ). В 2002 году открывается персональная выставка "Живопись Виктора Зубарева. Боровский цикл. 1993-2001 годы" в выставочном центре МСХ России, город Москва.
С 2002-2005 год художник создает цикл работ «Братская ГЭС», посвященный строительству Братской ГЭС на основе материалов сделанных 1957-1960 годы. В этот живописный цикл вошли 10 работ о Братской ГЭС, 17 пейзажей природы и 12 портретов рабочих-строителей ГЭС. Все работы выполнены на холсте масляной краской.  В 2003 году художник участвует в групповой выставке "Новая мифология. Станковая живопись московских монументалистов-шестидесятников", в выставочном центре МСХ. В 2004 году участвует во Всероссийской художественной выставке в Выставочном зале Центрального Дома Художников (ЦДХ).
С 2005 по 2009 год художник создает «Байкальский» цикл на основе материалов сделанных в 1957-1960 годы. В него вошло 8 работ на холсте масляной краской. В 2005 году художник принял участие в групповой выставке "Новая мифология-2. От романтической аллегории к лирическому символизму" в выставочном центре МСХ. В 2011 году состоялась персональная выставка к 75-летию в выставочном зале МСХ на ул Кузнецкий мост.
Картины художника находятся в собрании Государственного музея-заповедника А.С. Пушкина «Захарово — Большие Вяземы», Ярославском художественном музее, Владимиро-Суздальском музее, Алексинском краеведческом музее и частных коллекциях.
Похоронен в Москве на Даниловском кладбище

## Хронология выставок художника
- Осенние и весенние выставки разных лет в МСХ, Москва
- Осенние и весенние выставки разных лет секции монументального искусства в МСХ в выставочном зале Дома Художников на ул Кузнецкий мост 11, Москва
- 1978 Групповая выставка в МСХ, ул Беговая, Москва
- 1987 Персональная выставка в МСХ, ул Вавилова, Москва
- 1987 Персональная выставка в Городском выставочном зале, Зеленоград
- 1988 Республиканская выставка "Монументально-декоративное искусство в градостроительстве", Ярославль
- 1989 Международная групповая выставка в Польше
- 1992 Республиканская выставка "Монументально-декоративное искусство в градостроительстве", Челябинск
- 1995 Персональная выставка в городской галерее, Боровск
- 1997 Персональная выставка в галерее "Старый сад", Москва
- 1997 Юбилейная выставка к 850-летию Москвы в Выставочном зале Центрального Дома Художников (ЦДХ), Москва
- 1997 Групповая выставка "Иллюзии и реальность" в Выставочном зале Центрального Дома Художников (ЦДХ), Москва
- 2000 Всероссийская художественная выставка к 2000-летию Рождества Христова в Выставочном зале Центрального Дома Художников (ЦДХ), Москва
- 2002 Персональная выставка "Живопись Виктора Зубарева. Боровский цикл. 1993-2001 годы" в выставочном центре МСХ России, Москва
- 2003 Групповая выставка "Новая мифология. Станковая живопись московских монументалистов-шестидесятников", в выставочном центре МСХ России, Москва
- 2004 Всероссийская художественная выставка в Выставочном зале Центрального Дома Художников (ЦДХ), Москва
- 2005 Групповая выставка"Новая мифология-2. От романтической аллегории к лирическому символизму" в выставочном центре МСХ России, Москва
- 2006 Групповая выставка «Монументалисты Москвы» в выставочном зале Дома Художников на ул Кузнецкий мост 11, Москва
- 2008 Персональная выставка в выставочном зале МСХ в Старосадском пер 5, Москва
- 2008 Персональная выставка "Звенигородские дали" в Государственном музее-заповеднике А.С. Пушкина «Захарово — Большие Вяземы», Московская область, Одинцовский район, пос. Большие Вяземы
- 2009 Персональная выставка в Славянском культурном центре и галерее «Ардена»[3], Москва
- 2011 Групповая выставка акварелей в Славянском культурном центре и галерее «Ардена, Москва
- 2011 Персональная выставка к 75-летию в выставочном зале МСХ на ул Кузнецкий мост 20, Москва

## Перечень основных монументальных работ
- 1963-1964 Роспись фойе и мозаика в кабинете ихтиологии в Дворце пионеров. Южно-Сахалинск
- 1968-1969 Декоративное панно «Лето» в ресторане речного порта. Павлодар, Казахстан
- 1972 Росписи «Ожидание», «Хоровод», «Карусель» в женском общежитии Тепловозостроительного завода. Улан-Удэ
- 1974 Мозаика «Спорт» на фасаде кинотеатра. Стрежевой, Томская обл., Россия
- 1975 Роспись в кафе «Сказка». Стрежевой, Томская обл., Россия
- 1976-1977 Роспись «Пейзаж» в фойе и геральдические рельефные композиции в зрительном зале Дворца культуры. Шерабад, Узбекистан. Диплом за создание монументально-декоративных росписей «Пейзаж»
- 1980-1981 Архитектурно-художественное оформление конференц-зала в НИИ Химпромэнерго. Москва
- 1980-1981 Цветные геральдические рельефы и портал в зале Дворца пионеров. Павлодар, Казахстан
- 1981-1982 Рельефы в застекленной галерее НИИ Химпромэнерго. Москва. Диплом МСХ за лучшие работы года
- 1983 Декоративные композиции из металла и эмали, Венгрия
- 1984-1985 Мозаика «Дети — цветы жизни» на торцах зданий архитектурного комплекса детского сада. Поселок Балакирево, Владимирская обл, Россия Диплом за создание мозаик для детского сада Балакиревского мехзавоза Московской городской организации худфонда РСФСР

## Публикации
- 1978 Статья С. Ковалевской «Групповая выставка произведений художников-монументалистов», каталог выставки, издательство «Советский художник»,  Москва
- 1983 Каталог выставки Международного семинара, г. Кечкимет, Венгрия
- 1984 Статья М. Терехович «Виктор Зубарев», ежегодник «Советское монументальное искусство» №5, издательство «Советский художник», Москва
- 1985 Монография «Московские монументалисты», издательство «Советский художник», Москва
- 1987 Статья М. Терехович, каталог персональной выставки, издательство «Советский художник», Москва
- 1987 Статья И. Лубенникова «Прежде всего — художественный образ» к персональной выставке, газета «Московский художник» №40 (1253), 2 октября 1987
- 1989 Каталог международной выставки в Польше
- 1988, 1992 Каталоги выставок «Монументально-декоративное искусство в градостроительстве»
- 1997 Статья Л. В. Тюленева «Выставка по случаю шестидесятилетия», газета «Московский художник. Русская коллекция» №1-2, март-апрель 1997
- 2003 «Боровск в живописи и поэзии: Художественно-поэтический альбом», издательство «Золотая аллея», Калуга
- 2003 Монография Н. Махова «Новая мифология. Станковая живопись московских монументалистов-шестидесятников», Москва
- 2003 Статья А. Тагиевой  о художнике «Музей в подвале», газета «Боровские известия» №96-97, 15 августа 2003
- 2005 Монография Н. Махова «Новая мифология-2. От романтической аллегории к лирическому символизму», Москва
- 2006 Статья Н. Аникиной «Синтез искусства и архитектуры. Воспоминания о будущем», журнал Московского Музея Современного Искусства (ММОМА) «Диалог искусств» №4, 2006[4]
- 2006 Статья Н. Махова «Новая мифология-2», журнал «Диалог искусств» №4, 2006.
- 2008 Справочник «Секция художников монументально-декоративного искусства Московского Союза Художников», Москва
- 2009 Статья Т. Панич «Тебе, Москва, мой скромный дар» в информационно-аналитическом журнале о жизни столицы и регионов «Моя Москва», №3, 2009
- 2012 Статья пресс-службы МСХ «Виктор Зубарев. Воспоминания» к персональной выставке, газета «Московский художник», январь-февраль 2012
- 2015 Краснов О.В. «Роман с гидротехникой», СПб: Изд-во Политехнического университета, картины из цикла «Братская ГЭС» использовались в качестве иллюстраций к книге